# Nahuelia
Nahuelia is een geslacht van rechtvleugeligen uit de familie veldsprinkhanen (Acrididae). De wetenschappelijke naam van dit geslacht is voor het eerst geldig gepubliceerd in 1942 door Liebermann.

## Soorten
Het geslacht Nahuelia omvat de volgende soorten:
- Nahuelia anthracina Ronderos & Turk, 1989
- Nahuelia rubriventris Liebermann, 1942